# Rubus imperialis
Rubus imperialis är en rosväxtart som beskrevs av Adelbert von Chamisso och Schltdl.. Rubus imperialis ingår i släktet rubusar, och familjen rosväxter. Inga underarter finns listade i Catalogue of Life.